# 沛者得来
沛者得来（？—246年）是公元3世纪东北亚古国高句丽的名大臣。本西鴨谷左勿村农夫出生，东川王期间任高句丽的大对卢（国相）。史书记载：句骊沛者名得来，数谏宫，宫不从其言。得来叹曰：“立见此地将生蓬篙。”遂不食而死，举国贤之。
东川王即位后，基于中国本土天下三分，曹魏政权忙于与蜀汉，东吴在南方交战，东川王屡屡在辽东寇边。为了挽救东川王战争政策可能对高句丽带来的毁灭性打击，沛者得来屡次进谏国王应当顺服中原王朝。 后沛者得来绝食而死，据《三国志》所载，后来魏将毌丘俭下令“屠丸都”，唯独对当初劝说国王不要侵犯魏国的沛者得来一家网开一面，“俭令诸军不坏其墓，不伐其树，得其妻子，皆放遣之。” 